# Collina delle Croci

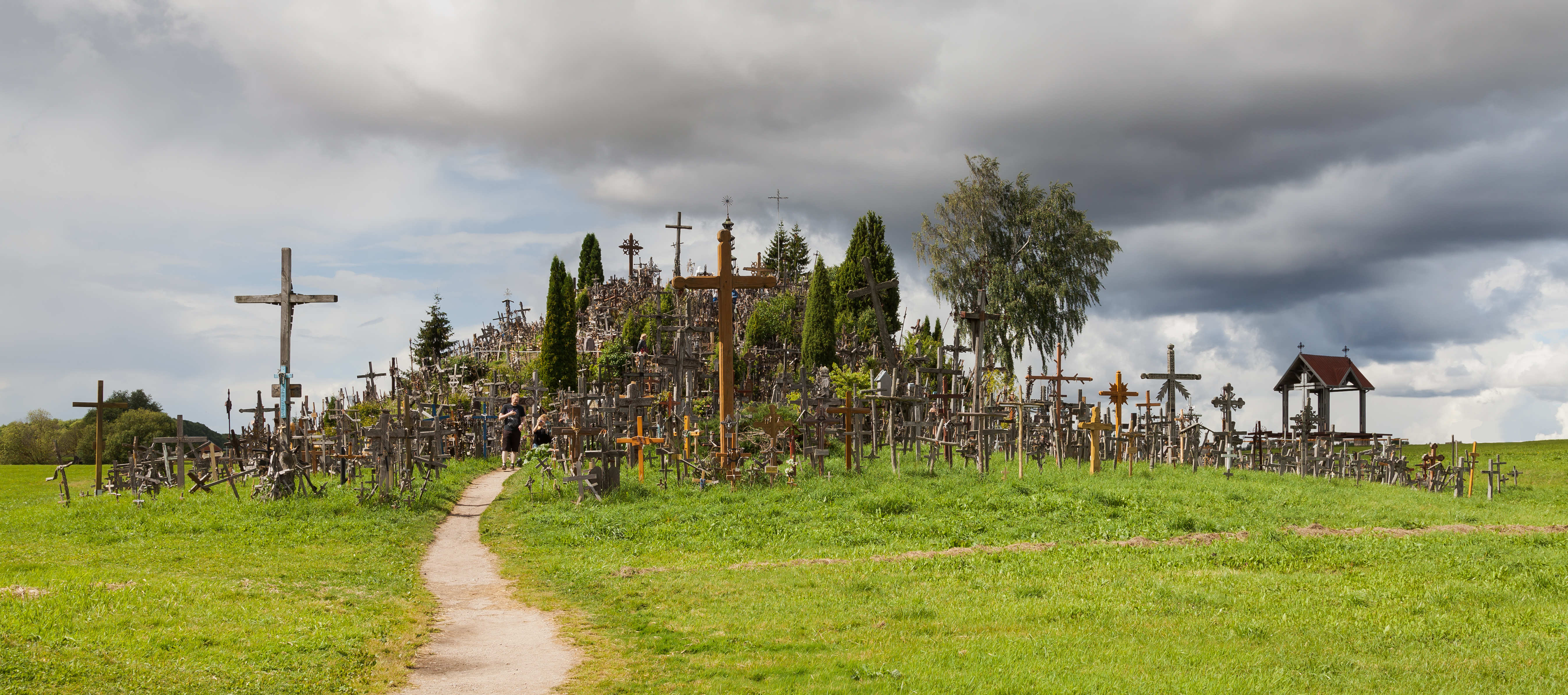
La Collina delle Croci

La Collina delle Croci (in lituano Kryžių Kalnas) è un luogo di pellegrinaggio e meta turistica che si trova nei pressi della città lituana di Šiauliai, lungo la strada E77 che collega Kaliningrad a Riga, in Lituania.
Si tratta di un'altura alta 45 metri e su cui si ergono all'incirca 100 000 croci di ogni dimensione, forma e materiale, da piccole croci in plastica fabbricate in serie a croci artistiche monumentali. La tradizione delle croci ha origini incerte. Nell'Ottocento diventò simbolo dell'identità lituana. La collina ha sempre mantenuto il suo status di luogo sacro.

## Storia

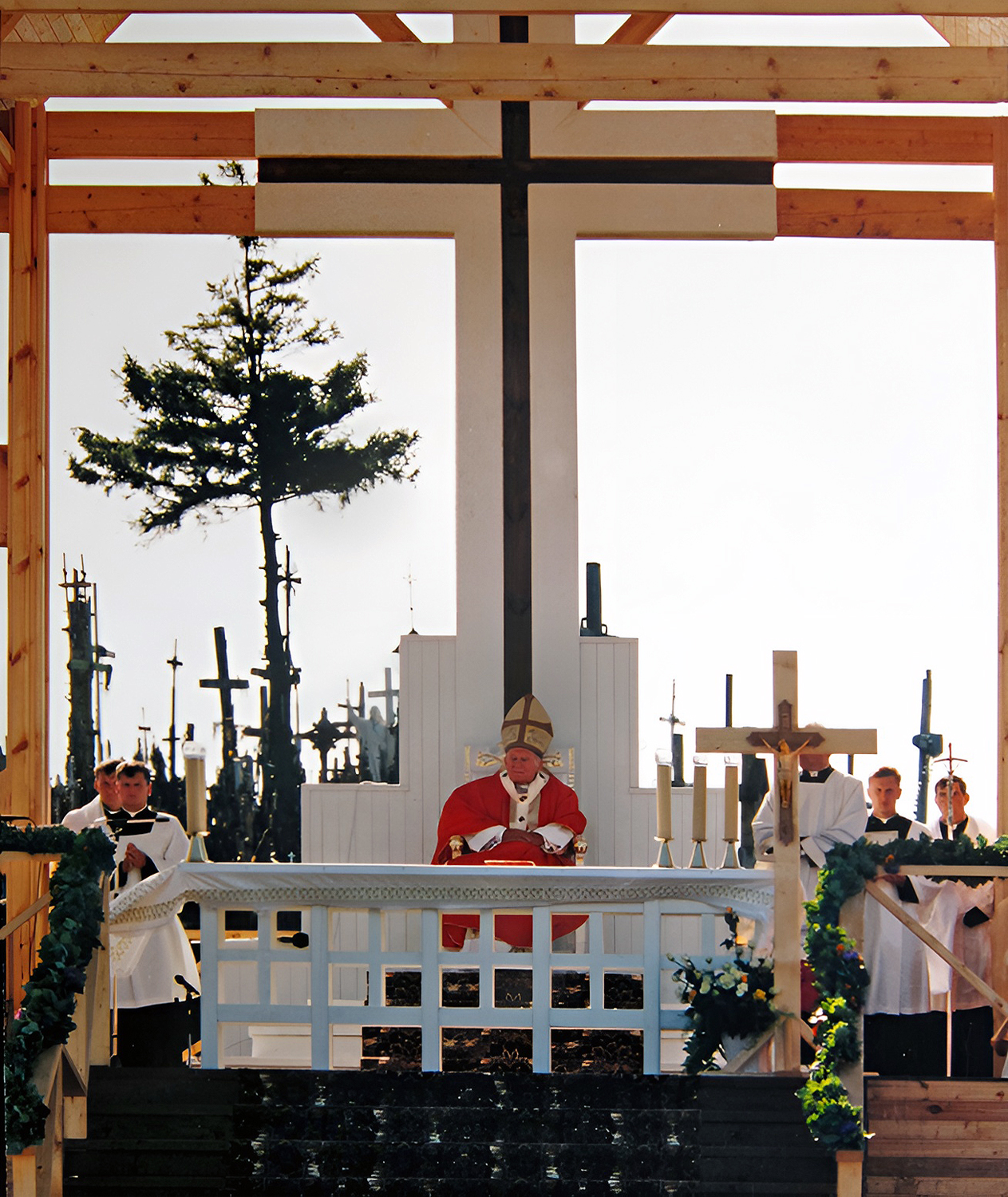
Papa Giovanni Paolo II durante la sua visita alla Collina delle Croci, il 7 settembre 1993

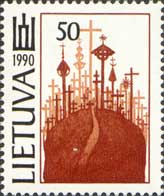
Francobollo lituano del 1991 raffigurante la Collina delle Croci

Sono nate diverse leggende riguardo alla Collina delle Croci. Secondo una di queste, venne costruita dalle famiglie dei soldati morti in una grande battaglia in tre giorni e tre notti. Un'altra vuole che nacque per opera di un padre che innalzò una croce sul luogo per guarire la figlia ammalata. Leggende pagane narrano di vergini celestiali che accudivano e accendevano i fuochi sacri in questo luogo.
Secondo alcune testimonianze, le prime croci apparvero nel XIV secolo come simbolo di indipendenza del paese. Si pensa anche che nell'Ottocento, per commemorare i ribelli lituani, gli abitanti della vicina città di Šiauliai decisero di apporre delle croci sull'altura in quanto il governo russo proibiva la pratica delle onoranze funebri onde evitare assembramenti pericolosi. Durante la prima metà stesso secolo, la tradizione di erigere delle croci sulla Collina iniziò ad assumere connotati politici oltre che religiosi. Dopo essere divenuta parte dell'Impero zarista in seguito alla spartizione della Polonia nel 1795, la Lituania si ribellò invano alle autorità in più occasioni. In seguito agli eventi che, nel 1831, caratterizzarono la rivolta di novembre, la Collina divenne un luogo per commemorare gli allievi ufficiali dell'Accademia militare di Varsavia morti durante gli scontri. Nel 1863 vennero piantate altre croci in memoria dei polacchi e lituani morti durante la ribellione attuata in Lettonia e in Polonia contro la circoscrizione imposta da Alessandro II. La scelta di erigere delle croci sul posto era motivata anche dall'impossibilità di reperire i corpi dei defunti. La Collina delle Croci venne menzionata per la prima volta in un documento del 1850.
La zona divenne meta di pellegrinaggio e i visitatori iniziarono a piantarvi delle croci. Il loro numero aumentò alla fine dell'Ottocento, quando si diffuse la storia stando alla quale sarebbero apparsi sul luogo la Vergine e il Bambino Gesù. Secondo l'archeologo L. Kšyvickis, nell'anno 1900 vi erano là 130 croci, numero aumentato a 155 due anni dopo. Sempre Kšyvickis affermò che il loro numero si ridusse a 50 nel 1922 per poi aumentare a 400 nel 1938, all'alba del secondo conflitto mondiale.
Durante l'epoca sovietica, a causa dello status di luogo sacro della Collina delle Croci, che la rendeva ostile al regime comunista, quest'ultimo mise al bando il luogo. Ciò portò più volte alla distruzione delle croci e l'altura stessa. Il primo intervento da parte del regime comunista avvenne in segreto nel 1961, quando vennero demolite e incenerite 5 000 croci. Tra il 1973 e il 1975 ne vennero distrutte più di 1 000 in pieno giorno. Dal momento che, in entrambi i casi, erano state piantate nuove croci, l'establishment sovietico annunciò finte epidemie e, tra il 1978 e il 1979, avvennero dei tentativi di inondazione. Anche in tali occasioni, tuttavia, le croci continuavano ad apparire.

Fu soltanto a causa delle riforme politiche del 1988 e la caduta dell'URSS che il culto della collina poté espandersi liberamente e la popolarità del luogo diffondersi in tutta la Lituania e all'estero. La zona ebbe un picco di fama quando, il 7 settembre 1993, venne visitata da Giovanni Paolo II. In tale circostanza, il pontefice pose ai piedi della collina una croce e tenne un sermone:
Il luogo è sotto la tutela della diocesi di Šiauliai dal 1997, anno della sua inaugurazione. Nel medesimo decennio il loro numero venne stimato a 50 000. A metà anni duemila esse erano circa 100 000.
Nel 2010, il cardinale Vincentas Sladkevičius la definì il «cuore della Lituania aperto all'Altissimo».
Nel 2019 una donna cinese rimosse una delle croci piantata a sostegno delle manifestazioni per la democrazia allora in corso a Hong Kong. Il gesto venne definito dal ministro degli esteri lituano Linas Linkevičius un «vergognoso atto di vandalismo».

## Galleria d'immagini

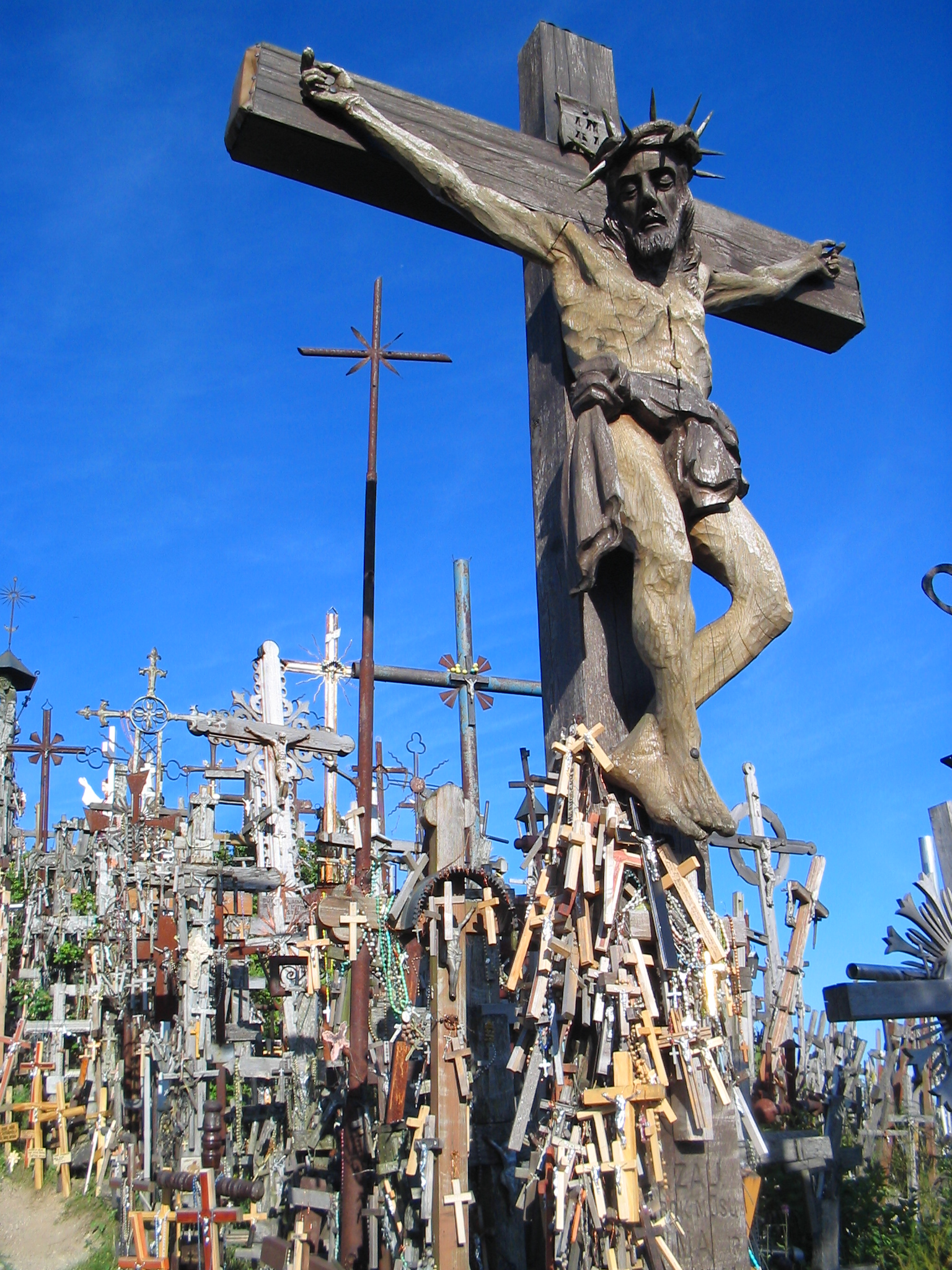
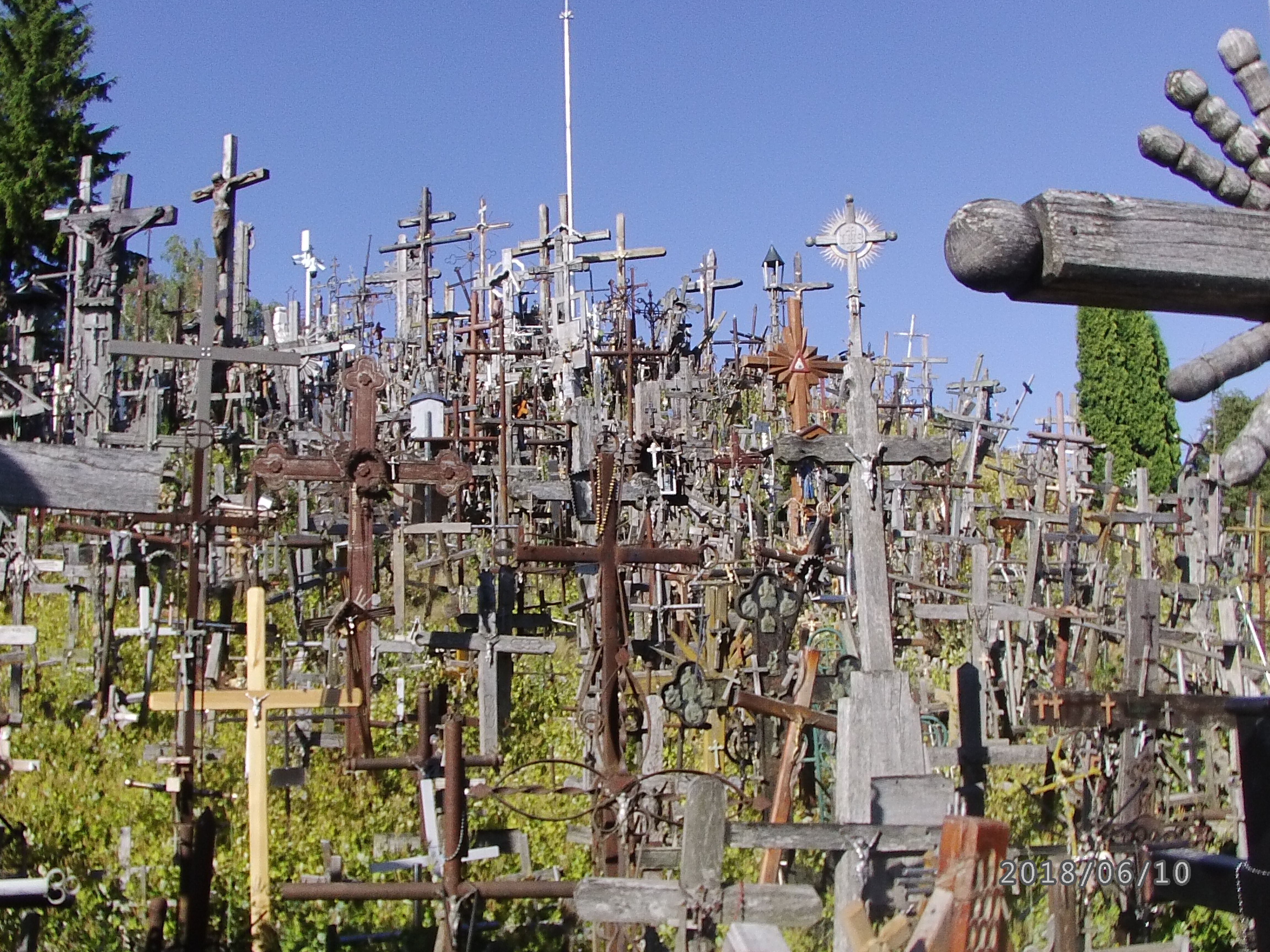
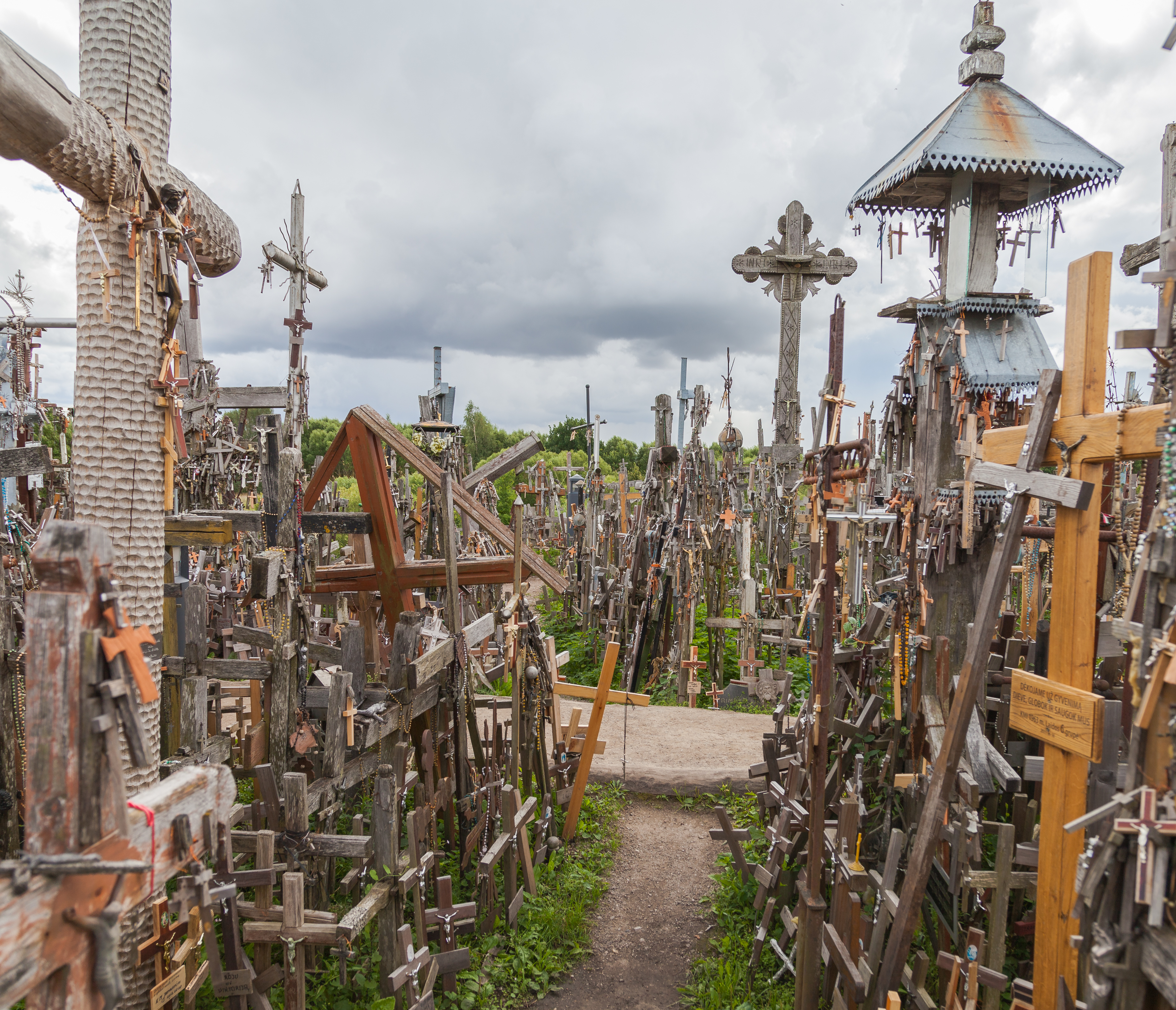
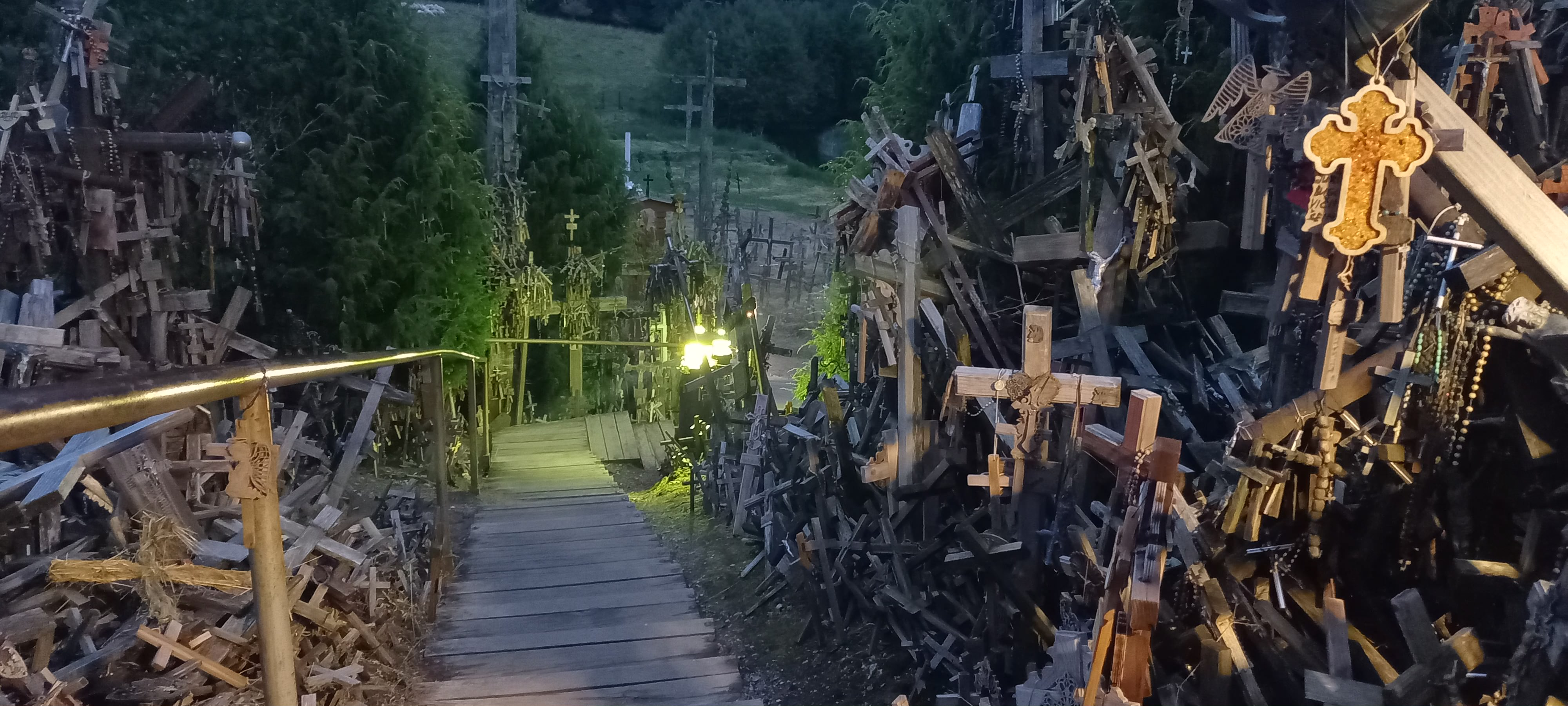